# Коледж Європи
Коледж Європи (англ. College of Europe, фр. Collège d'Europe) є незалежним закладом післядипломної освіти з європеїстики, який має два кампуси: в Брюгге (Бельгія) та, починаючи з 1992, в Натоліні (Польща). Коледж було засновано у 1949 році, після Європейського конгресу в Гаазі, такими провідними європейськими постатями як Сальвадор де Мадаріага, Вінстон Черчилль, Поль-Анрі Спаак та Альчіде Де Гаспері. Метою створення Коледжу було пропагування «духу солідарності та взаєморозуміння між народами Західної Європи та надання елітного навчання для осіб, які будуть розділяти ці цінності», а також підготовка висококваліфікованих студентів до лідерських функцій, що потребують стратегічного розуміння широкого спектра європейських питань.
Коледж є навчальним закладом, заснованим відповідно до законодавства Королівства Бельгії. Він зареєстрований фламандським урядом Бельгії як вищий навчальний заклад (фламандський уряд є компетентним у питаннях освіти в рамках федерального державного устрою Бельгії). Ступінь магістра (англ. Advanced Master of Arts) Коледжу Європи офіційно визнається фламандським урядом та є еквівалентом до ступеня магістра, виданого будь-яким фламандським університетом.
З 1992 року Коледж відкрив кампус в Натоліні (Польща), який спеціалізується в поглибленному вивченні європейської інтеграції країн-сусідів ЄС (т. зв. "European Neighbourhood Policy"). Визнання дипломів фландерським урядом є ідентичним для обидвох кампусів.
Протягом 10-11 місяців студенти Коледжу проходять інтенсивну академічну програму у складному однак надзвичайно стимулюючому середовищі. Щороку, Коледж випускає 340 студентів з кампусу в Брюгге та 130 студентів з кампусу в Натоліні. Навчання у Коледжі Європи проводиться двома мовами, тому студенти повинні володіти як англійською, так і французькою мовами.
Зазвичай студентів обирають спільно із Міністерствами Закордонних Справ відповідних країн-членів ЄС та їх партнерів, і цей відбір є дуже ретельний. Кількість студентів з року в рік залишалася невеликою (протягом багатьох десятків років менше 100), але з 1990 років ця кількість поступово збільшувалася.
Газета The Times написала про Коледж: «Коледж Європи, розташований в середньовічному бельгійському місті Брюгге є для європейської політичної еліти тим самим, що й Гарвардська школа бізнесу для американського корпоративного світу. Це місце, де амбіційні і талановиті люди отримують впливові зв'язки». The Economist описує його як «інститут шляхетних дівчат для єврократів». Європейський комісар з питань освіти Ян Фіґель назвав Коледж «одним з головних символічних центрів європейських студій в Європейському союзі».
Кожен навчальний рік (так звана «промоція») має свого покровителя та отримує його назву. Академічний рік відкривається провідними європейськими політиками. Коледж Європи у Бельгії має спільні традиції та часто порівнюється з французькою Національною школою адміністрації, але має набагато ширший міжнародний профіль. Випускникам Коледжу є поточний прем‘єр-міністр Данії Гелле Торнінг-Шмідт, заступник прем'єр-міністра Великої Британії Нік Клегг, а також міністри закордонних справ Італії та Фінляндії Енцо Моаверо Міланесі та Олександр Стубб відповідно. Багато випускників Коледжу займають дипломатичні та головні посади в європейських інституціях.

## Історія Коледжу
Коледж Європи є першим у світі інститутом післядипломного навчання з європеїстики. Його було засновано у 1949 провідними європейськими особистостями, такими як Сальвадор де Мадаріага, Вінстон Черчилль, Поль-Анрі Спаак та Альчіде Де Гаспері після Європейського конгресу у Гаазі у 1948 році. За їхнім задумом, у Коледжі могли жити та навчатися майбутні лідери Європи деяких країн, що донедавна були противниками у війні.
За ініціативою групи громадян з Брюгге під керівництвом преподобного Карела Верлеє Коледж було засновано саме у місті Брюгге. Професор Гендрік Бруґманс, один з ідейних лідерів Європейського руху та президент Союзу Європейських Федералістів став першим ректором Коледжу (1950–1972).
Після падіння комуністичного режиму та змін, які відбувались після цього у Центральній та Східній Європі за підтримки Європейської Комісії та польського уряду у 1993 було засновано ще один кампус Коледжу Європи у Натоліні (Варшава, Польща). Зараз Коледж функціонує як «один Коледж – два кампуси», а те, що колись звалося «духом Брюгге», зараз відоме як «дух Коледжу».
У 1998 році випускники Коледжу заснували Фундацію Мадаріага – Коледж Європи, президентом якої є Хав'єр Солана.
Спочатку Коледж Європи не мав постійного викладацького складу; заняття проводилися видатними науковцями, а інколи й урядовими чиновниками з усієї Європи. Однак, останнім часом Коледж все більше запрошує професорів та інший викладацький персонал на постійні посади.

## Структура

### Управління
Адміністративна Рада, президентом якої є міністр з Європейських справ Іспанії та колишній член Європейського парламенту Іньїго Мендез де Віго, складається з представників країн, де розташовані обидва кампуси у Брюгге та Варшаві, а також європейських урядів. Адміністративна рада є головним органом та відповідає за затвердження і впровадження цілей та діяльності Коледжу за пропозицією ректора.
Виконавчий Комітет виконує завдання, які йому були доручені Адміністративною Радою. Виконавчий Комітет забезпечує фінансове та адміністративне управління Коледжу, про що звітує Адміністративній Раді. Ректор Поль Демаре керує та координує діяльність Коледжу, у цьому йому допомагає віце-ректор Ева Ошнєцька-Тамецька, яка відповідає за щоденне керівництво кампусом в Натоліні (Варшава).
Академічна Рада представляє викладацьку спільноту Коледжу Європи та на високому рівні забезпечує підтримку, розвиток навчальної діяльності та наукових досліджень. Очолює Академічну Раду ректор.

### Кампус у Брюгге
Брюзький кампус розташовано у центрі Брюгге, який у 2002 році було обрано Європейською столицею культури. Брюгге знаходиться у Фламандському регіоні Бельгії, на території якого розмовляють фламандською (нідерландською) мовою, хоча у Коледжі ця мова не належить до мов навчання.
Кампус у Брюгге складається з таких будівель:
Dijver
Є головною адміністративною будівлею в кампусі, де знаходиться рецепція, офіси, навчальні аудиторії та бібліотека.
Verversdijk
З 2007 року у будівлях Verversdijk облаштовано додаткові навчальні аудиторії та кімнати, офіси для викладачів та науковців.
Garenmarkt
Готель Портінарі, розташований за номером 15 на вулиці Гаренмаркт та відомий своїм класичним фасадом, колись належав Томмасо Портінарі, який управляв флорентійською «Ложою Медічі» у 15 столітті у Брюгге. У готелі є 11 квартир для викладачів та 40 студентських кімнат, 2 зали у стилі 19 століття, кабінет ректора із настінними картинами 18 століття та сучасною їдальнею для студентів.
Резиденції
Коледж має декілька резиденцій, що знаходяться у центрі міста неподалік від головного адміністративного та навчального центру Dijver. У кожній резиденції проживає до 60 студентів, кожна з них має своє маленьке багатонаціональне та різнокультурне середовище.

### Кампус у Натоліні
Натолінський кампус Коледжу було створено у Варшаві в 1992 році у відповідь на революції 1989 року та в процесі очікування подальшого розширення Європейського Союзу.
Сьогодні Натолінський кампус є частиною 120-гектарного історичного парку та природного заповідника – колишнього королівського палацу для полювань Натолін, який розташований у південній частині Варшави (30 хвилин на метро від центра міста). Натолінська Європейська Фундація доглядає за комплексом та проводить реставраційні роботи колишнього палацу Потоцьких, який є доступним для Коледжу.
Старі історичні будівлі, включаючи поміщицький будинок, конюшні та каретний двір були відремонтовані у сучасному стилі, а нові будівлі побудовано у відповідному стилі для того, щоб дотримати гармонію палацу та парку.

## Навчання у коледжі

### Навчальні програми
Однорічна програма триває з вересня до кінця червня. Викладання відбувається англійською та французькою мовами. Програма включає в себе лекції, дослідницькі семінари, навчальні семінари, зустрічі із запрошеними спеціалістами та різні мовні курси. Щоб отримати диплом, студенти повинні скласти усні і письмові іспити в кінці кожного семестру, а також написати магістерську роботу англійською чи французькою мовою. Дипломна робота дає студентам можливість провести власне дослідження, яке робиться переважно в другому семестрі під керівництвом викладача факультету. Програми збагачені навчальними подорожами до інститутів Європейського Союзу, а для студентів Натоліну (Варшава) – також до сусідніх країн. Завдяки поширеній мережі контактів Коледжу, протягом року навчання студенти мають можливість зустрічатися та вести дискусії з політиками, практикуючими експертами чи представниками ділових кіл.
З 1949 по 1990-ті роки студенти у Брюгге навчалися за трьома програмами:
- Європейські економічні студії (студії з міжнародної економіки з акцентом на ЄС);
- Європейські правові студії (студії з європейського права);
- Європейські політичні та адміністративні студії (студії з політології та державного управління з акцентом на ЄС)

Нещодавно було створено інші програми:
- Студії з європейських міжнародних відносин та дипломатії у Брюгге
- Європейські міждисциплінарні студії: внутрішній та зовнішній виміри Європейського Союзу в Натоліні

В Натоліні навчальна програма складається з чотирьох основних спеціалізацій (Спільний європейський ринок, ЄС як регіональний актор, ЄС як глобальний актор і Управління в ЄС). На спеціалізації «Регіональний актор» аналізується процес європейської інтеграції з фокусом на Центральній і Східній Європі з міждисциплінарної точки зору.
Навчальні програми Коледжу Європи акредитовані голландсько-фламандською організацією з акредитації (NVAO). Кожна навчальна програма відповідає 66 пунктам (ECTS).
В рамках щорічного набору проводиться ретельний відбір студентів, який відбувається навесні, зазвичай за участю Міністерства іноземних справ відповідної країни походження. Програма в Брюгге вимагає університетського диплому з економіки, права, політології чи міжнародних відносин та просунутий рівня володіння робочими мовами Коледжу.

### Дипломи
Сьогодні студенти коледжу, в залежності від обраної спеціалізації, мають змогу отримати один із наступних дипломів:
- Магістр європейського права
- Магістр європейських економічних студій
- Магістр європейських політичних і адміністративних студій
- Магістр міжнародних відносин і дипломатичних студій ЄС
- Магістр європейських міждисциплінарних студій

До 1980-х років Коледж надавав студентам Сертифікат поглиблених європейських студій (тоді програма включала також декілька коротших дослідницьких праць), який вважався еквівалентом диплому магістра (хоча це був не ступінь у строгому розумінні, оскільки ідея Коледжу виникла під впливом традиційних французьких елітарних шкіл, таких як Національна школа Адміністрації (ENA), які не видають формальних дипломів). Ця кваліфікація зі спеціалізацією в (європейському) праві, (міжнародній) економіці чи політичних та адміністративних студіях відповідала першим трьом дипломам магістра, які видаються сьогодні.
Коледж увів Диплом за бажанням наприкінці 1980-х років і ступінь магістра на початку 1990-х років. Спочатку ступінь магістра надавався як автономний додатковий ступінь студентам, які отримали високий середній бал (понад 15/20) у «Сертифікаті» чи «Дипломі», і успішно написали магістерську роботу протягом року після випуску. В середині 1990-х років Коледж Європи вирішив зробити написання невеликої магістерської роботи вимогою для однорічної програми, а Диплом про присвоєння ступіню магістра став єдиним дипломом, який видають. Старий Сертифікат поглиблених європейських студій і новий Диплом магістра вважаються еквівалентними.

### Інформація щодо вступу
Вступ до Коледжу Європи відзначається високим конкурсом. Заяву можна подати через національні комітети по відбору студентів. Абітурієнти з країн, де немає такого комітету, безпосередньо подають заяву до Коледжу Європи. Зараз існує 28 національних відбірних комітети. В Україні комітету відбору нема, тому українські кандидати мають звертатися безпосередньо до Коледжу.
ЄС (Європейська Комісія) надає стипендії на навчання для випускників університетів з країн-учасниць Європейської політики добросусідства. Ці стипендії покривають витрати на навчання, проживання, харчування та проїзд. До таких країн належать Алжир, Азербайджан, Білорусь, Вірменія, Грузія, Єгипет, Ізраїль, Йорданія, Ліван, Лівія, Марокко, Молдова, Палестинська автономія, Сирія, Туніс та Україна.
Процедура відбору:
1. Увійти на вебсайт Коледжу www.coleurope.eu і перевірити відповідну інформацію в розділах «Післядипломні програми» і «Вступ: вимоги до вступу і мовні вимоги»

2. Зареєструватися і скласти заяву в режимі он-лайн (Admission/apply online)

3. Роздрукувати заяву і надіслати її поштою до Приймальної комісії Коледжу Європи (за адресою: Dijver 11, BE-8000 Brugge, Belgium) з усіма потрібними документами

4. Після завершення періоду прийому документів всі заяви розглядаються навчальною комісією коледжу Європи, і проводиться попередній відбір. Відібрані кандидати запрошуються на (телефонну) співбесіду з професорами/асистентами відділення, на яке кандидати подали заяву. Остаточне рішення щодо прийняття до Коледжу і отримання стипендій приймаються після співбесіди з кандидатами країн-учасниць Європейської політики добросусідства. Спершу кандидатів повідомляють електронною поштою, а пізніше їм надсилають лист-підтвердження про вступ

## Випускники
Багато колишніх випускників Коледжу стали міністрами, членами різних парламентів, дипломатами, громадськими службовцями і урядовими особами високого рангу. Перелік випускників з 1949 до 1999 включено до книги «Коледж Європи. П'ятдесят років служби Європі (1999)», за редакцією Дітера Манке, Леонсе Бекеменса і Роберта Піхта.
Серед видатних випускників Коледжу Європи (з 1949 року) є:
- Гаетано Адінольфі, колишній Заступник Генерального Секретаря Ради Європи
- Арні Палл Арнасон, ісландський Міністр Економіки
- Іво Бичевський, колишній заступник польського Міністра Закордонних справ (1991—1995), Посол до Бельгії та Постійний представник Європейського Союзу
- Франц Цеска, австрійський Посол до Бельгії і Франції, Постійний представник ООН в Женеві
- Поул Скітт Хрістофферсен, данський Постійний представник в Інститутах ЄС, Спеціальний Радник Кетрін Ештон, Баронесси Ештон Ап Холланд, Високого представника ЄС з іноземних справ і політики безпеки
- Нік Клегг, британський політик, Заступник Прем'єр-міністра Великої Британії і лідер ліберальних демократів, колишній член Європейського парламенту
- Найджел Форман, британський член Парламенту і Міністр з питань Вищої освіти (1992), член Консервативної партії
- Луїз Фрешетт, Заступник Генерального Секретаря ООН
- Сильвія Лука, Посол Люксембургу до ООН і Президент Економічної і соціальної Ради ООН (2009—2010)
- Мануель Марен, колишній Президент Європейської Комісії
- Ензо Моаверо Міланезі, Міністр Європейських справ Італії
- Александр Стубб, фінський Міністр Закордонних справ, член партії Національної коаліції (Партія Європейського народу), Президент Фінляндії з 1 березня 2024 року
- Хелле Торнінг-Шмідт, Прем'єр-міністр Данії і лідер Соціальних демократів (Данія)
- Урсула Пласснік, колишній Міністр іноземних справ Австрії, член Австрійської народної партії (Партія європейського народу)
- Нікола Попоскі, Міністр Закордонних справ і колишній Посол Постійної місії Республіки Македонія до ЄС
- Девід О'Салліван — Спеціальний представник Європейського Союзу з питань санкцій

## Промоції
Навчальний рік у Коледжі називається промоцією (англ. "promotion"). Кожна промоція отримує назву на честь відомого європейця, який стає покровителем промоції. Щороку церемонію відкриття очолює видатний політик, який називається промовцем. Серед промовців були Ангела Меркель, Девід Мілібенд, Жан-Клод Юнкер, Хав’єр Солана, Жозе Мануель Баррозо, Валері Жискар д’Естен, Хуан Карлос І, Маргарет Тетчер і Франсуа Міттеран. Бути промовцем у Коледжі вважається великою честю.
| Рік       | Назва промоції (покровитель)         | Кількість студентів | Промовець на церемонії відкриття У Брюгге, якщо не зазначено інше   |
| --------- | ------------------------------------ | ------------------- | ------------------------------------------------------------------- |
| 2018-2019 | Мануель Марін                        | 461                 | Антоніо Таяні (Брюгге) та Тібор Наврачич (Натолін)                  |
| 2017-2018 | Сімона Вейль                         | 492                 | Антоніу Кошта (Брюгге) та Анджей Дуда (Натолін)                     |
| 2016-2017 | Джон Мейнард Кейнс                   | 462                 | Жан-Клод Юнкер (Брюгге) та Климпуш-Цинцадзе Іванна (Натолін)        |
| 2015-2016 | Фридерик Шопен                       | 470                 | Олександр Стубб (Брюгге) та Йоганнес Ган (Натолін)                  |
| 2014-2015 | Джованні Фальконе і Паоло Борселліно | 437                 | Маріано Рахой (Брюгге)                                              |
| 2013-2014 | Вольтер                              | 445                 | Іньїго Мендес де Віго (Брюгге) та Броніслав Коморовський (Натолін)  |
| 2012–2013 | Вацлав Гавел                         | 443                 | Гелле Торнінг-Шмідт (Брюгге) та Влад Філат (Натолін)                |
| 2011–2012 | Марія Склодовська-Кюрі               | 435                 | Джорджо Наполітано (Брюгге) та Жозе Мануель Баррозо (Натолін)       |
| 2010–2011 | Альберт Ейнштейн                     | 434                 | Ангела Меркель (Брюгге) та Штефан Фюле (Натолін)                    |
| 2009–2010 | Чарльз Дарвін                        | 434                 | Єжи Бузек (Брюгге) та Тоомас Гендрік Ільвес (Натолін)               |
| 2008–2009 | Марк Аврелій                         | 376                 | Ів Летерм (Брюгге) та Ганс-Герт Петтерінг (Натолін)                 |
| 2007–2008 | Анна Політковська і Грант Дінк       | 415                 | Девід Мілібенд (Брюгге) та Карл Більдт (Натолін)                    |
| 2006–2007 | Микола Коперник                      | 418                 | Жан-Клод Юнкер (Брюгге) та Олександр Мілінкевич (Натолін)           |
| 2005–2006 | Людвіг ван Бетховен                  | 385                 | Хав’єр Солана (Брюгге) та Віктор Ющенко (Натолін)                   |
| 2004–2005 | Монтеск’є                            | 404                 | Жозе Мануель Баррозо (Брюгге) та Жозеп Боррель Фонтельєс (Натолін)  |
| 2003–2004 | Джон Локк                            | 391                 | Йошка Фішер (Брюгге) та Данута Хюбнер (Натолін)                     |
| 2002–2003 | Берта фон Зутнер                     | 370                 | Валері Жискар д’Естен (Брюгге) та Ерхард Бузек (Натолін)            |
| 2001–2002 | Сімон Стевін                         | 365                 | Александр Квасневський (Брюгге) та Гі Вергофстадт (Натолін)         |
| 2000–2001 | Аристотель                           | 375                 | Йоргос Папандреу (Брюгге) та Ян Кулаковський (Натолін)              |
| 1999–2000 | Вільгельм і Александр фон Гумбольдт  | 374                 | Жак Делор (Брюгге) та Жан-Люк Деан (Натолін)                        |
| 1998–1999 | Леонардо да Вінчі                    | 337                 | Жан-Люк Деан (Брюгге) та Принц Філіп, Герцог Брабантський (Натолін) |
| 1997–1998 | Гендрік Бруґманс                     | 326                 | Антоніу Гутерреш (Брюгге) та Урсула Штенцель (Натолін)              |
| 1996–1997 | Алексіс де Токвіль                   | 319                 | Вім Кок (Брюгге) та Александр Квасневський (Натолін)                |
| 1995–1996 | Вальтер Гальштейн                    | 306                 | Клаус Генш (Брюгге) та Жак Сантер (Натолін)                         |
| 1994–1995 | Раймунд Луллій                       | 296                 | Хуан Карлос І (Брюгге) та Анджей Олеховський (Натолін)              |

--

## Асоціація випускників в Україні
За ініціативи українських випускників Коледжу Європи, які повернулися до України, та відповідно до рішення Ради Асоціації випускників Коледжу Європи 28 листопада 2012 року створено Асоціацію випускників Коледжу Європи в Україні. Зазначена Асоціація входить до складу Асоціації випускників Коледжу Європи (м. Брюссель, Бельгія), яка об’єднує випускників за більш ніж 60 років існування університету. На сьогодні Асоціація випускників в Україні нараховує понад 20 членів, переважно у Києві, а також у Дніпропетровську, Одесі, Львові та Сімферополі. Варто зазначити, що випускники з України стали першими, хто створили подібну асоціацію серед випускників з країн політики Східного партнерства.
Об’єднавшись в Асоціацію, група молодих фахівців своєю діяльністю прагне поширювати та роз’яснювати цінність знань, вмінь та навичок, які було отримано протягом року навчання на магістратурі у сфері європейських студій у Коледжі Європи, і бути корисними своїй країні в процесі інтеграції до Європейського Союзу. Випускників - членів Асоціації запрошують у ролі експертів та лекторів брати участь у заходах з європейської тематики. Окрім цього, члени Асоціації провадять просвітницьку діяльність, зустрічаючись з молоддю та поширюючи інформацію про європейську альма матер. Також, Асоціація є відмінним майданчиком для налагодження та підтримки контактів між випускниками різних років.
Вже за півроку своєї діяльності проведено значний обсяг роботи. Випускники мали нагоду зустрітися та плідно поспілкуватися про стан відносин Україна-ЄС з Послом ЄС в Україні Яном Томбінським та Послом Королівства Бельгія в Україні Яною Зікмундовою. Члени Асоціації взяли участь у відкритій лекції Єврокомісара Штефана Фюле у Києво-Могилянській Академії під час його офіційного візиту до України у лютому 2013 року. Проведено перший публічний захід, у якому головним спікером виступив Посол з особливих доручень щодо політики «Східного партнерства» Чеської Республіки Петр Мареш. На постійній основі проводяться зустрічі зі студентством, а також виступи у Школі європейських студій та інших заходах. Налагоджено партнерські відносини з асоціаціями випускників іноземних програм в Україні та неурядовими організаціями, в заходах яких радо беруть участь і члени Асоціації. Про діяльність Асоціації та її учасників вже вийшли в ефір три сюжети на «5 каналі», а саме у програмі «Вікно в Європу».
Більше актуальної інформації можна знайти на фейсбук-сторінці College of Europe Alumni Association – Regional Group in Ukraine.